# Mingelere
At mingelere er at manipulere med ord eller ordne tingene så ens ønsker, behov og lignende opfyldes. Det sker ofte lidt i det skjulte[kilde mangler]. Udtrykket kan også bruges om at få en genstand på plads, idet eksempelvis en hylde kan "mingeleres på plads".